# Raquel Ralha
Raquel Ralha é uma cantora portuguesa, de Coimbra. Integrou e integra como vocalista, diversos projectos musicais de rock alternativo originários de Coimbra. Juntamente com outros músicos portugueses, foi convidada para colaborar num álbum da banda, também conimbricense, A Jigsaw.

## Bandas e discografia
- Belle Chase Hotel
  - Fossa Nova (1998)
  - La Toilette Des Etóiles (2000)

- WrayGunn
  - Amateur (2000)
  - Soul Jam (2001)
  - Ecclesiastes 1.11 (2004)
  - Shangri-la (2007)
  - L´Art Brut (2012)
- Azembla's Quartet
  - Esquece tudo o que te disse - B.S.O. (2002)
- The Mancines
  - Eden's Inferno (2015)
  - II (2020)
- Raquel Ralha & Pedro Renato
  - The Devil's Choice, Vol.1 (2017)
  - The Devil's Choice Vol. II, Heavenly Tales (2020)
- The Twist Connection
  - The Twist Connection (2019)
- Animais
  - 15 Anos Sem Paredes (2020)